# Um Show de Emoções
Um Show de Emoções é um álbum ao vivo da banda de forró eletrônico pernambucana Limão com Mel, gravado e lançado em 2011 pela Atração Fonográfica, sendo esse o nono álbum ao vivo gravado pela banda. Além de contar com vários sucessos da Limão com Mel, como “Toma Conta de Mim” e “Porque não Vê”, o DVD também tem algumas músicas inéditas, como “Cinco Motivos”. 
Dentre as participações especiais, destacam-se as bandas Magníficos, Mastruz com Leite e Yahoo, além da participação internacional da cantora russa Kristina Zaharova. O álbum consiste na formação dos vocalistas Batista Lima, Mel Rios, César Salles e Mara Lima. Este, inclusive, foi o último trabalho das duas vocalistas na Limão com Mel, já que no mesmo ano ambas foram dispensadas. 

## Faixas

### CD
| N.º            | Título                         | Compositor(es)                                               | Vocal principal                                       | Duração |  |
| 1.             | "E Quando a Noite Chegar"      | Batista Lima/Chrystian Lima                                  | Batista Lima                                          | 3:52    |  |
| 2.             | "Vivendo de Solidão"           | Batista Lima                                                 | Batista Lima                                          | 2:07    |  |
| 3.             | "Máquina do Tempo"             | Batista Lima                                                 | Batista Lima                                          | 3:36    |  |
| 4.             | "Nosso Amor é Lindo"           | Cruz Gago                                                    | Batista Lima e Mel Rios                               | 3:38    |  |
| 5.             | "Cinco Motivos"                | Batista Lima                                                 | Batista Lima                                          | 3:11    |  |
| 6.             | "É Bom Lembrar"                | Batista Lima                                                 | Batista Lima (part. especial: Edson)                  | 4:17    |  |
| 7.             | "Here i Am"                    | Norman Sallit                                                | Batista Lima (part. especial: Kristina Zaharova)      | 3:42    |  |
| 8.             | "Me Prendeu"                   | Lalá Menezes                                                 | Batista Lima e Mara Lima (part. especial: Magníficos) | 3:24    |  |
| 9.             | "Um Sonho de Amor (The Boxer)" | Paul Simon (versão: A. Duncan)                               | Batista Lima                                          | 2:15    |  |
| 10.            | "Toma Conta de Mim"            | Batista Lima, Zezito Doceiro                                 | Batista Lima                                          | 2:50    |  |
| 11.            | "É Inevitável"                 | Batista Lima                                                 | Batista Lima                                          | 4:11    |  |
| 12.            | "Linda Flor"                   | Ulisses Montanna                                             | Mel Rios (part. especial: Roger Ricco)                | 3:39    |  |
| 13.            | "Plano A, Plano B"             | Gino Liver, Lalá Menezes                                     | César Salles (part. especial: Mastruz com Leite)      | 3:18    |  |
| 14.            | "Agora é Pra Valer"            | Vavá Dias                                                    | Batista Lima (part. especial: Yahoo)                  | 3:34    |  |
| 15.            | "De Mala Pronta"               | Batista Lima                                                 | Batista Lima                                          | 4:04    |  |
| 16.            | "Arco-Íris"                    | Lala Menezes e Marquinhos Maraial                            | César Salles (part. especial: Tabatha Medeiros)       | 3:19    |  |
| 17.            | "Incondicionalmente"           | Batista Lima                                                 | Batista Lima                                          | 3:23    |  |
| 18.            | "Porque Não Vê"                | Batista Lima, Zezito Doceiro                                 | Batista Lima                                          | 4:27    |  |
| 19.            | "Não Quero Mais"               | Rod Stewart, K.Savigar (versão: Lalá Menezes e Batista Lima) | Batista Lima                                          | 2:16    |  |
| 20.            | "Quarenta Graus de Amor"       | César Salles, Lucy Helen                                     | César Salles e Mel Rios                               | 2:13    |  |
| 21.            | "Veneno"                       | Marquinhos Maraial, Lalá Menezes                             | Batista Lima e Mara Lima                              | 2:12    |  |
| 22.            | "Brinquedo de Amor"            | Batista Lima, Cláudio Padilha                                | Batista Lima e Mel Rios                               | 2:55    |  |
| 23.            | "Mãe que Ensina (faixa-bônus)" | Batista Lima                                                 | Batista Lima (part. especial: Padre Antônio Maria)    | 4:59    |  |
| Duração total: | Duração total:                 | Duração total:                                               | Duração total:                                        | 1:15:19 |  |

### DVD
| N.º            | Título                         | Compositor(es)                                               | Vocal principal                                       | Duração |  |
| 1.             | "E Quando a Noite Chegar"      | Batista Lima/Chrystian Lima                                  | Batista Lima                                          | 3:55    |  |
| 2.             | "Vivendo de Solidão"           | Batista Lima                                                 | Batista Lima                                          | 2:07    |  |
| 3.             | "Máquina do Tempo"             | Batista Lima                                                 | Batista Lima                                          | 3:36    |  |
| 4.             | "Nosso Amor é Lindo"           | Cruz Gago                                                    | Batista Lima e Mel Rios                               | 3:38    |  |
| 5.             | "Cinco Motivos"                | Batista Lima                                                 | Batista Lima                                          | 3:06    |  |
| 6.             | "Me Apaixonei"                 | Vavá Dias                                                    | César Salles e Mara Lima                              | 3:40    |  |
| 7.             | "É Bom Lembrar"                | Batista Lima                                                 | Batista Lima (part. especial: Edson)                  | 4:26    |  |
| 8.             | "Porque Não Vê"                | Batista Lima, Zezito Doceiro                                 | Batista Lima                                          | 3:44    |  |
| 9.             | "Linda Flor"                   | Ulisses Montanna                                             | Mel Rios (part. especial: Roger Ricco)                | 3:37    |  |
| 10.            | "Incondicionalmente"           | Batista Lima                                                 | Batista Lima                                          | 3:19    |  |
| 11.            | "Arco-Íris"                    | Lala Menezes e Marquinhos Maraial                            | César Salles (part. especial: Tabatha Medeiros)       | 3:57    |  |
| 12.            | "Here i Am"                    | Norman Sallit                                                | Batista Lima (part. especial: Kristina Zaharova)      | 4:07    |  |
| 13.            | "Lembra"                       | Batista Lima                                                 | Batista Lima                                          | 3:03    |  |
| 14.            | "Viagens e Emoções"            | Batista Lima                                                 | Batista Lima                                          | 3:05    |  |
| 15.            | "É pra Sempre Te Amar"         | Sérgio Carrer                                                | Batista Lima                                          | 4:10    |  |
| 16.            | "Me Prendeu"                   | Lalá Menezes                                                 | Batista Lima e Mara Lima (part. especial: Magníficos) | 3:28    |  |
| 17.            | "Um Sonho de Amor (The Boxer)" | Paul Simon (versão: A. Duncan)                               | Batista Lima                                          | 2:10    |  |
| 18.            | "Toma Conta de Mim"            | Batista Lima, Zezito Doceiro                                 | Batista Lima                                          | 2:50    |  |
| 19.            | "É Inevitável"                 | Batista Lima                                                 | Batista Lima                                          | 4:11    |  |
| 20.            | "Plano A, Plano B"             | Gino Liver, Lalá Menezes                                     | César Salles (part. especial: Mastruz com Leite)      | 3:28    |  |
| 21.            | "De Mala Pronta"               | Batista Lima                                                 | Batista Lima                                          | 4:06    |  |
| 22.            | "Agora é Pra Valer"            | Vavá Dias                                                    | Batista Lima (part. especial: Yahoo)                  | 3:34    |  |
| 23.            | "Mãe que Ensina"               | Batista Lima                                                 | Batista Lima (part. especial: Padre Antônio Maria)    | 4:59    |  |
| 24.            | "Não Quero Mais"               | Rod Stewart, K.Savigar (versão: Lalá Menezes e Batista Lima) | Batista Lima                                          | 2:18    |  |
| 25.            | "Quarenta Graus de Amor"       | César Salles, Lucy Helen                                     | César Salles e Mel Rios                               | 2:13    |  |
| 26.            | "Veneno"                       | Marquinhos Maraial, Lalá Menezes                             | Batista Lima e Mara Lima                              | 2:12    |  |
| 27.            | "Brinquedo de Amor"            | Batista Lima, Cláudio Padilha                                | Batista Lima e Mel Rios                               | 2:55    |  |
| Duração total: | Duração total:                 | Duração total:                                               | Duração total:                                        | 1:35:39 |  |

## Créditos

### Ficha técnica[4]
- Produtor Fonográfico: Atração Fonográfica e Ailton Souza
- Produção Executiva: Ailton Souza
- Técnicos: Tovinho e Cacau
- Gravado no Classic Hall, em Recife (PE)
- Direção do Show: Ailton Souza
- Mixado no Studio Talismã - Salgueiro (PE)
- Produzido por: Talismã Produções
- Direção Musical: Batista Lima
- Direção Executiva: Mariene Souza
- Projeto Gráfico: Oscar Venegas
- Direção de Video: Christian Valente
- Arranjos: Limão com Mel/ Batista Lima

## Formação da banda
- Voz: Batista Lima, Mel Rios, César Salles e Mara Lima.
- Violões: Batista Lima / Mauricio Guitar
- Baixo Acústico: Arnaldo DJ / Ari Gomes
- Sax: Lili Bolero
- Teclados: Cicero DJ
- Bateria: Luciano Mel
- Percussão: Clodô
- Sanfona: Toninho Bahia/Pica Pau
- Vocais: Ary, Kika e Lígia

Orquestra Sinfônica de Recife
- Maestro: Flávio Lima
- Violinos: Antonio Ramos/ Erika Cely/ Fernanda Acioly/ Marx Rodrigues/ Rafaela Fonseca/ Renata Simões/ Ronedilk Dantas/ Yerko Pinto
- Violas: Anne Katarine/ Marcos Antunes/ Marlinate Buarque/ Nilzeth Galvão
- Cellos: Fabiano Menezes/ Leonardo Bruno
- Oboé: Junielson Nascimento
- Trompa: Ageu Leite
- Tímpanos: Antonio Barreto

## Participações Especiais
- Edson em É Bom Lembrar
- Roger Ricco em Linda Flor
- Tabata Medeiros em Arco Íris
- Kristina Zaharova em Here i Am
- Magníficos em Me Prendeu
- Mastruz com Leite em Plano A, Plano B
- Yahoo em Agora é pra Valer
- Padre Antônio Maria em Mãe que Ensina